# Jessica González Herrera
Jessica González Herrera   (Barranquilla, 1989) és una política catalana d'origen colombià establerta a Barcelona, diputada electa del Parlament de Catalunya del partit En Comú Podem-Podem en Comú per la circumscripció de Barcelona.
Es va traslladar a Catalunya per estudiar Ciències Polítiques a la Universitat Pompeu Fabra on es va llicenciar; i on també va cursar un postgrau en Societats Africanes. Va completar els seus estudis amb un màster en comunicació pel canvi social a la Universitat d'Ohio, mitjançant una beca.
De cara a les eleccions al Parlament de Catalunya de 2021 va ocupar el 3è lloc de la llista d'En Comú Podem per la circumscripció de Barcelona, resultant electa i convertint-se en la primera diputada afrollatina.